# Papillarkörper

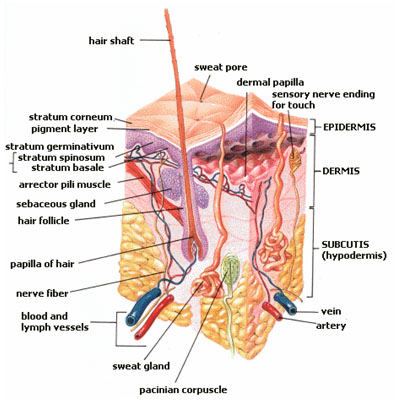
Schema der menschlichen Haut: „dermal papilla“ bezeichnet den Papillarkörper.

Als Papillarkörper bezeichnet man fingerförmige Einstülpungen („Papillen“) an der Unterseite bei mehrschichtigen Epithelien, die von der darunter liegenden Schicht ausgehen. Ein Papillarkörper tritt an Stellen starker mechanischer Belastung auf und dient der intensiven, reißverschlussähnlichen Verzahnung des Epithels mit seiner Unterlage. Die Einsenkungen des Epithels zwischen die Papillen nennt man Epithel- oder Retezapfen.
An der äußeren Haut wird der Papillarkörper von der Lederhaut gebildet und tritt hier als Papillenschicht (Stratum papillare) auf. Lediglich die Furchen der Felderhaut sind papillenfrei. Am stärksten ist der Papillarkörper am Huf bei Pferden ausgebildet. Hier bildet er im Wandbereich verzweigte Blätter.
An Schleimhäuten wird der Papillarkörper durch die Eigenschicht (Lamina propria mucosae) gebildet. Einen Papillarkörper besitzen nur verhornte Schleimhäute wie die Mundschleimhaut sowie die Schleimhaut des Anus, des Scheidenvorhofs, der Eichel, der Speiseröhre und der Vormägen der Wiederkäuer (Pansen, Netzmagen, Blättermagen).